# Mory (Pas-de-Calais)
Pour les articles homonymes, voir Mory.
Mory est une commune française située dans le département du Pas-de-Calais en région Hauts-de-France. Ses habitants sont appelés les Morysiens. La commune est membre de la communauté de communes du Sud-Artois.

## Géographie

### Localisation
Localisée dans le sud-est du département du Pas-de-Calais, Mory est une commune située, à vol d'oiseau, à 5 km au nord de la commune de Bapaume et à 15 km au sud de la commune d’Arras (chef-lieu d'arrondissement et préfecture du Pas-de-Calais).
Le territoire de la commune est limitrophe de ceux de huit communes.
Les communes limitrophes sont  Beugnâtre, Béhagnies, Ervillers, Favreuil, Saint-Léger, Sapignies, Vaulx-Vraucourt et Écoust-Saint-Mein.

### Géologie et relief
La superficie de la commune est de 7,39 km2 ; son altitude varie de 87  à   121 m.
La commune est située dans un vallon dépendant du bassin de la Sensée vers l'altitude moyenne de 100 mètres. Le sous-sol est formé par la craie blanche sénonienne recouverte de façon irrégulière par un manteau de limon. Un accident anticlinal se manifeste dans les couches crayeuses aux environs de Bapaume-Sapignies de façon que sur le territoire de Mory, ces couches sont inclinées vers le nord - nord-est.
L'hydrologie souterraine est réglée par l'allure des couches crayeuses et par l'orientation des petits vallons qui confluent vers Mory. C'est dire que les eaux souterraines tendent à se déplacer vers le nord - nord-est.
- En direction de Vaulx-Vraucourt, le sous-sol crayeux est à faible profondeur et le limon de surface est très argileux.
- Vers Écoust-Saint-Mein, le limon y est assez épais.
- Contre la route de Saint-Léger, il existe deux à trois mètres de limons filtrants qui sont uniquement constitués par des couches d'ergeron assez sableuses.
- En direction d'Ervillers, presque partout affleure la craie.

### Hydrographie
La commune est située dans le bassin Artois-Picardie. Elle n'est drainée par aucun cours d'eau,.

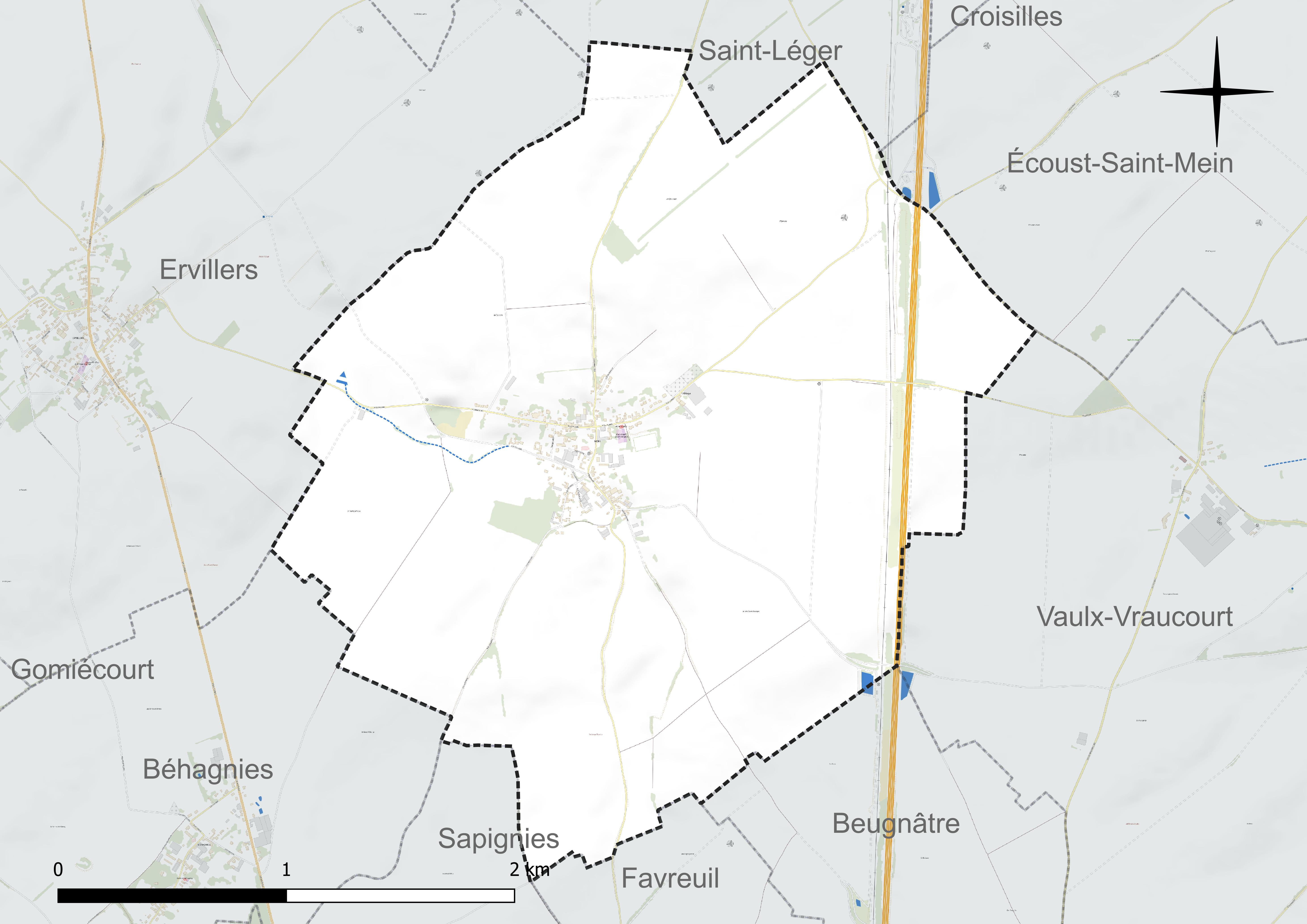
Réseau hydrographique de Mory.

### Climat
Pour des articles plus généraux, voir Climat des Hauts-de-France et Climat du Nord-Pas-de-Calais.
En 2010, le climat de la commune est de type climat océanique dégradé des plaines du Centre et du Nord, selon une étude du CNRS s'appuyant sur une série de données couvrant la période 1971-2000. En 2020, Météo-France publie une typologie des climats de la France métropolitaine dans laquelle la commune est exposée à un climat océanique et est dans la région climatique Nord-est du bassin Parisien, caractérisée par un ensoleillement médiocre, une pluviométrie moyenne régulièrement répartie au cours de l'année et un hiver froid (3 °C).
Pour la période 1971-2000, la température annuelle moyenne est de 10 °C, avec une amplitude thermique annuelle de 14,6 °C. Le cumul annuel moyen de précipitations est de 773 mm, avec 11,8 jours de précipitations en janvier et 9 jours en juillet. Pour la période 1991-2020, la température moyenne annuelle observée sur la station météorologique la plus proche, située sur la commune de Wancourt à 10 km à vol d'oiseau, est de 10,8 °C et le cumul annuel moyen de précipitations est de 711,4 mm,. Pour l'avenir, les paramètres climatiques de la commune estimés pour 2050 selon différents scénarios d'émission de gaz à effet de serre sont consultables sur un site dédié publié par Météo-France en novembre 2022.

### Paysages
Pour un article plus général, voir Paysage en France.
La commune est située dans le paysage régional des grands plateaux artésiens et cambrésiens tel que défini dans l'atlas des paysages de la région Nord-Pas-de-Calais, conçu par la direction régionale de l'Environnement, de l'Aménagement et du Logement (DREAL),. Ce paysage régional, qui concerne 238 communes, est dominé par les « grandes cultures » de céréales et de betteraves industrielles qui représentent 70 % de la surface agricole utilisée (SAU).

### Milieux naturels et biodiversité
L’Inventaire national du patrimoine naturel (INPN) recense plusieurs espèces faunistiques et floristiques sur le territoire de la commune dont certaines sont protégées et d’autres menacées et quasi-menacées.

## Urbanisme

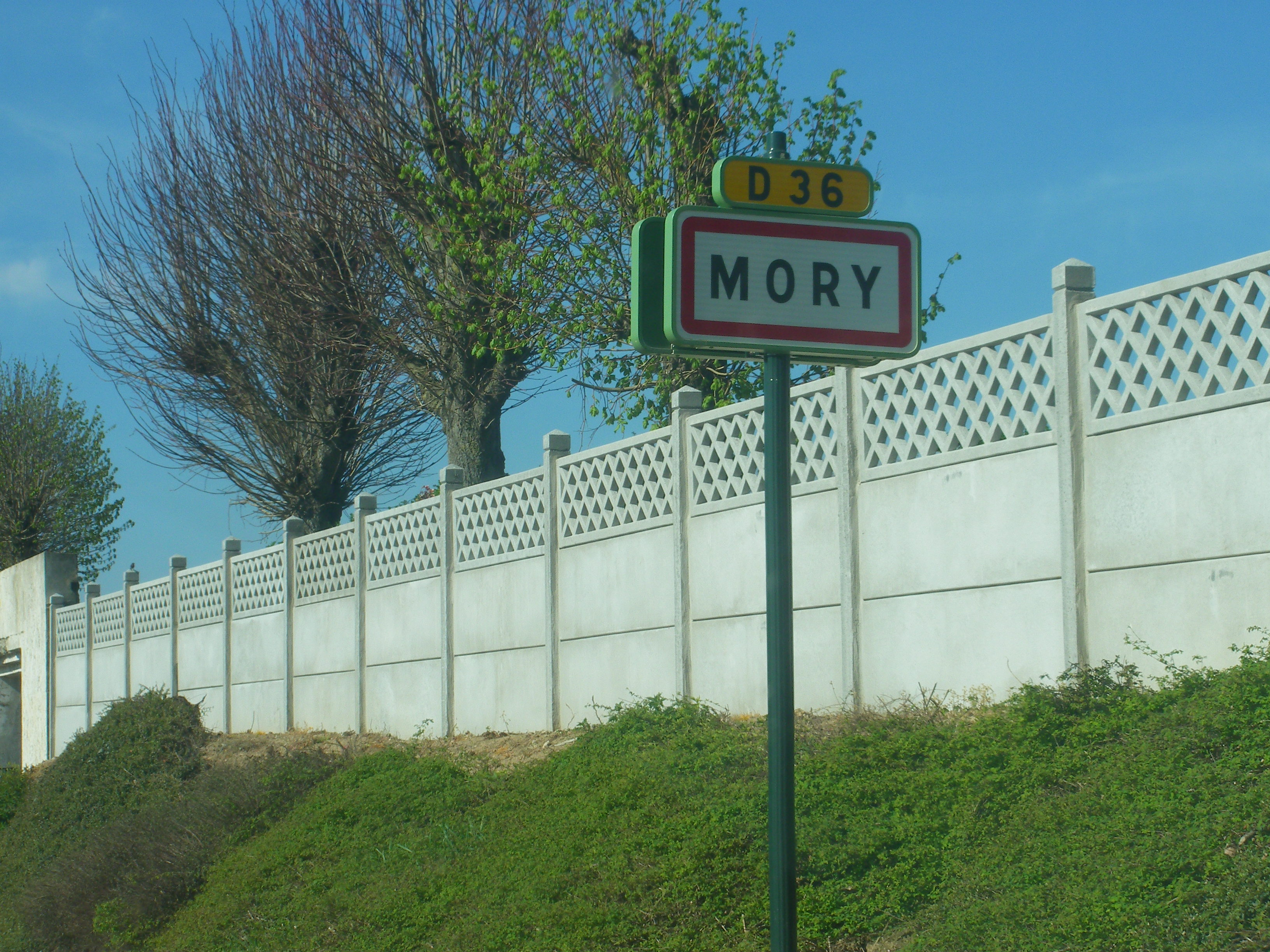
Une entrée de la commune.

### Typologie
Au 1er janvier 2024, Mory est catégorisée commune rurale à habitat dispersé, selon la nouvelle grille communale de densité à sept niveaux définie par l'Insee en 2022.
Elle est située hors unité urbaine. Par ailleurs la commune fait partie de l'aire d'attraction d'Arras, dont elle est une commune de la couronne,. Cette aire, qui regroupe 163 communes, est catégorisée dans les aires de 50 000 à moins de 200 000 habitants,.

### Occupation des sols
L'occupation des sols de la commune, telle qu'elle ressort de la base de données européenne d'occupation biophysique des sols Corine Land Cover (CLC), est marquée par l'importance des territoires agricoles (91,3 % en 2018), en diminution par rapport à 1990 (96,4 %). La répartition détaillée en 2018 est la suivante : 
terres arables (91,3 %), zones urbanisées (4,5 %), zones industrielles ou commerciales et réseaux de communication (4,3 %). L'évolution de l'occupation des sols de la commune et de ses infrastructures peut être observée sur les différentes représentations cartographiques du territoire : la carte de Cassini (XVIIIe siècle), la carte d'état-major (1820-1866) et les cartes ou photos aériennes de l'IGN pour la période actuelle (1950 à aujourd'hui).

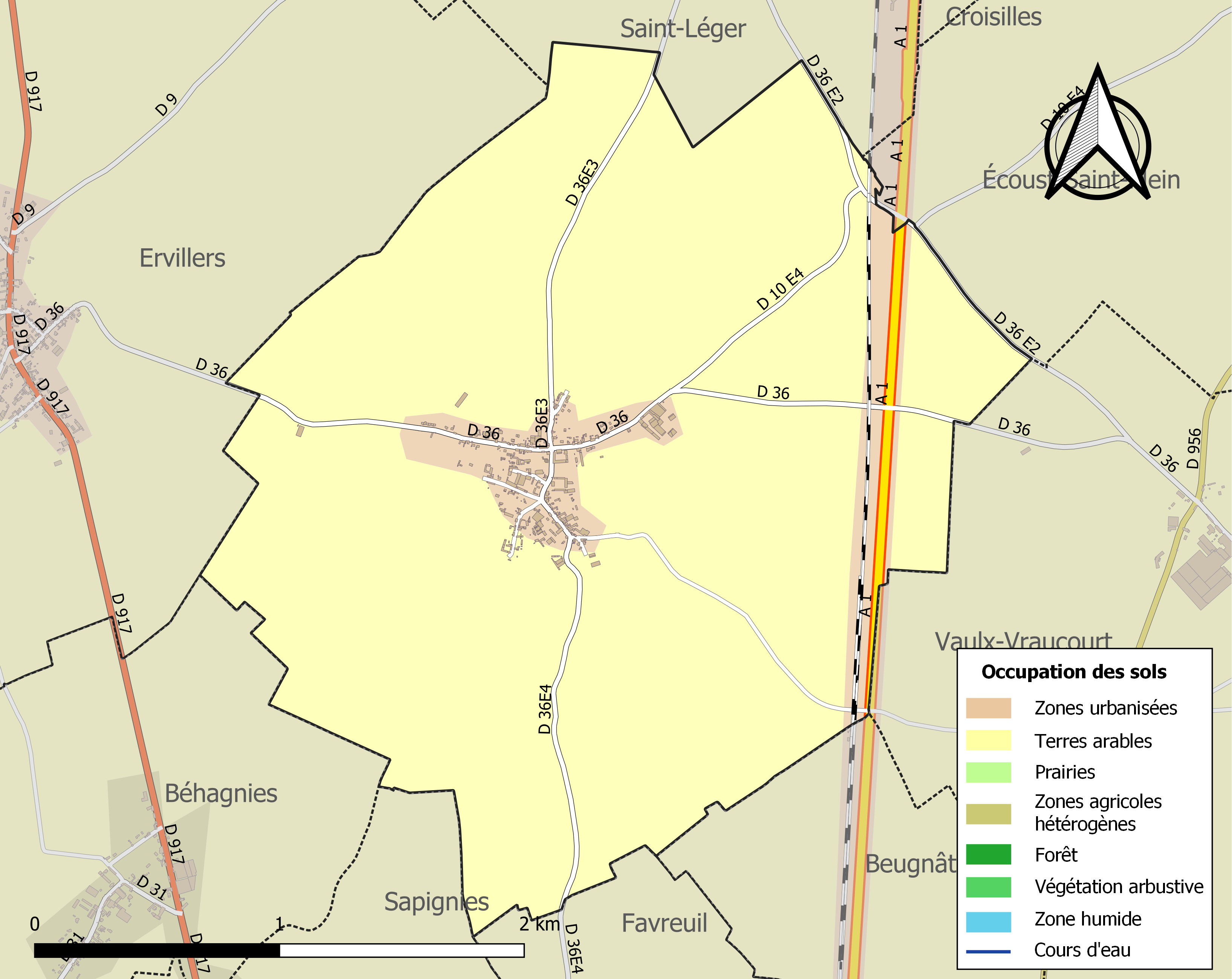
Carte des infrastructures et de l'occupation des sols de la commune en 2018 (CLC).

## Toponymie

### Attestations anciennes et actuelles
Le nom de la localité est attesté sous les formes Moiri en 1156 ; Moyri, Moiry au XIIe siècle ; Mori en 1232 ; Mory en 1318 ; Morry en 1449 ; Moiry-Saint-Vaast en 1640 ; Mory en 1793 et depuis 1801.

### Étymologie
Première hypothèse : le mot celtique Mor signifie une position élevée. Ce village est d'une haute antiquité, comme tous ceux dont le nom atteste une origine celtique. Deuxième hypothèse : Mory, peut provenir de mori, « petit marais ». Autre hypothèse : le nom du village proviendrait du nom d'une famille De Moiri qui était encore propriétaire des terres au XIIe siècle. Cette hypothèse paraît être la solution la plus probable. Mory est le plus souvent une variante de Maury et peut représenter une aphérèse d'amory, variante d'amaury, Amalric, nom de personne d'origine germanique issu de amal (nom de rois Ostrogoths) et ric (puissant).[réf. nécessaire].
D'après Maurits Gysseling, Mory viendrait d'un anthroponyme gallo-romain : Maurius.

## Histoire
L'histoire de la commune de Mory peut être consultée dans le Dictionnaire historique et archéologique du Pas-de-Calais paru en 1873, en cliquant sur le lien ci-après.

### Ancien Régime
Il existait dans le village trois seigneuries :
- la première était détenue par l'abbaye d'Eaucourt, (Warlencourt-Eaucourt située au sud de Bapaume) ;
- la seconde appartenait au chapitre de l'église métropolitaine de Cambrai ;
- la troisième, qui était la plus importante, était séculière. La famille De Mory en était propriétaire. Elle portait les armes d'or à la fasce d'azur, chargée de trois molettes d'argent.

En 1106 on y retrouve Stephanus De Mori. Le 7 février 1313, Jacquemart De Mory vend un fief de deux razières de terre. Ide De Mory, héritière de cette famille, épousa Robert De Sains, seigneur De Longastre. Leur fille, aussi nommée Ide de Mory se maria avec Jean De Houchin, seigneur d'Annezin, panetier d'Antoine De Bourgogne, et porta la terre dans cette maison de Houchin, au XVe siècle, qui la conservera jusqu'à la Révolution.
C'est ainsi que tous les Houchin portèrent, de père en fils, le titre de seigneur de Mory.
En 1557, la seigneurie était confisquée au sieur De Longastre. Il est fort probable qu'il devait exister une autre seigneurie appartenant à M. De Villers-Marquais.
En 1757, la terre était revenue dans la famille des Houchin-Longastre.
En 1306, le chevalier Jacquemon De Mory possédait un sceau rond de vingt millimètres représentant un écu chargée de trois mollettes (inventaire des sceaux de l'Artois no 472 et 473).

### Carte de Cassini
|  |

La carte de Cassini ci-dessus montre qu'au milieu du XVIIIe siècle, Mory  était une paroisse située près d'un  cours d'eau aujourd'hui asséché.

Au nord,  un moulin à vent en bois aujourd'hui disparu était en activité à cette époque .

Au sud-est, Valedon était une ferme importante qui n'existe plus actuellement tout comme la chapelle de Jésus flagellé.

### Les troubles révolutionnaires
En 1789, il y avait 487 habitants et 106 feux.
Mory dépendait du bailliage de Bapaume et suivait la coutume d'Artois. L'église paroissiale faisait partie du diocèse d'Arras, du doyenné de Bapaume, du district de Bucquoy. Son vocable était dédié à saint Vaast. Le chapitre de Cambrai présentait à la cure et valait 1000 livres.
Le 15 nivôse de l'an VIII, l'église fut vendue nationalement à François-Joseph Carlier de Béthune pour 321 francs de l'époque et sera démolie. Le clocher fut préservé. Ce clocher auquel on lui donnait 200 pieds de hauteur passait pour être le plus élevé de toute la contrée.
Les personnes arrêtées durant cette période de tourmente sont : Bonnard, Demory Nicolas, Leroy, Levasseur, Peugnet, Vasseur et un autre Vasseur.

### Théâtre d'opération de la bataille de Bapaume
Lors de la bataille de Bapaume, les Prussiens sont entrés sur le territoire de Mory, pour la première fois, le 27 décembre 1870, avec environ 300 hommes appartenant au 28e de ligne, ils étaient accompagnés de quelques hussards. Jusqu'au 2 janvier, les réquisitions furent journalières.
Au 2 janvier, l'Armée du Nord part de la région d'Arras pour se diriger sur Bapaume en quatre colonnes :
- à droite, les deux divisions du 22e corps d'armée accompagnées par les généraux Derroja et Dufaure du Bessol partent par Bucquoy, Ablainzevelle, Achiet-le-Grand... ;
- à gauche, la 2e division du 23e corps d'armée dirigée par le général Robin prend la direction de Mory et Favreuil ;
- au centre, par la route d'Arras, la 1re division du 23e corps d'armée du capitaine de vaisseau Payen file pour Bapaume.

Ce jour-là, vers dix heures et demie, les chasseurs des deuxième et vingtième bataillons et les marins déployés en tirailleurs commencèrent le feu.
Partant d'Ervillers, et ne rencontrant pas d'opposition sur leur gauche, ils vinrent prendre position au-dessus de Mory, sur le territoire de Behagnies. Après avoir résisté à l'ennemi jusqu'à deux heures et demie, et voyant le vide se faire sensiblement dans leurs rangs, nos braves soldats durent se replier sur Mory, et, se battre à la baïonnette dans le village avec un courage digne d'admiration. Vers le soir, l'aile gauche, composée en grande partie des mobiles du Nord, vint à leurs secours ; ils reprirent alors leurs positions. C'est alors que le général Robin faillit se faire tuer à la tête de son état-major.
Après la bataille de Saint-Quentin, les Prussiens revinrent occuper Mory pendant cinq jours, du 22 au 26 janvier.

### Première Guerre mondiale
Pendant la Première Guerre mondiale, après la bataille des Frontières du 7 au 24 août 1914, devant les pertes subies, l'État-Major français décide de battre en retraite depuis la Belgique. Dès le 28 août, les Allemands s'emparent du village de Mory et poursuivent leur route vers l'ouest. Dès lors commença l'occupation allemande qui dura jusqu'au début de 1917. Des arrêtés de la kommandantur obligeaient, à date fixe, sous la responsabilité du maire et du conseil municipal, sous peine de sanctions, la population à fournir : blé, œufs, lait, viande, légumes, destinés à nourrir les soldats du front. Toutes les personnes valides devaient effectuer des travaux agricoles ou d'entretien.
En mars 1917, les Allemands décident de se retirer sur la Ligne Hindenburg, ligne fortifiée située à seulement 7 km à l'est devant Quéant. Avant leur départ, le village est évacué de ses habitants et toutes les constructions (église, mairie, maisons) sont systhématiquement dynamitées, tous les arbres sont coupés, les puits pollués avec du fumier.

Les troupes britanniques prennent alors possessions des ruines du village en  avril 1917. Les ruines de Mory repasseront aux mains des Allemands en mars 1918 lors de l'Offensive du Kaiser jusqu'au 1er septembre 1918, date à laquelle le village sera définitivement repris par les troupes du Commonwealth après de violents combats, attestés par la présence de nombreux cimetières britanniques ou allemands dans le secteur.
Après l'armistice, les habitants reviennent peu à peu au village.
Vu les souffrances endurées par la population pendant les quatre années d'occupation et les dégâts aux constructions, la commune s'est vu décerner la croix de guerre 1914-1918 le 23 septembre 1920, distinction également attribuée à 276 autres communes du Pas-de-Calais.
Alors commença une longue période de reconstruction des habitations, de l'église et de la mairie.

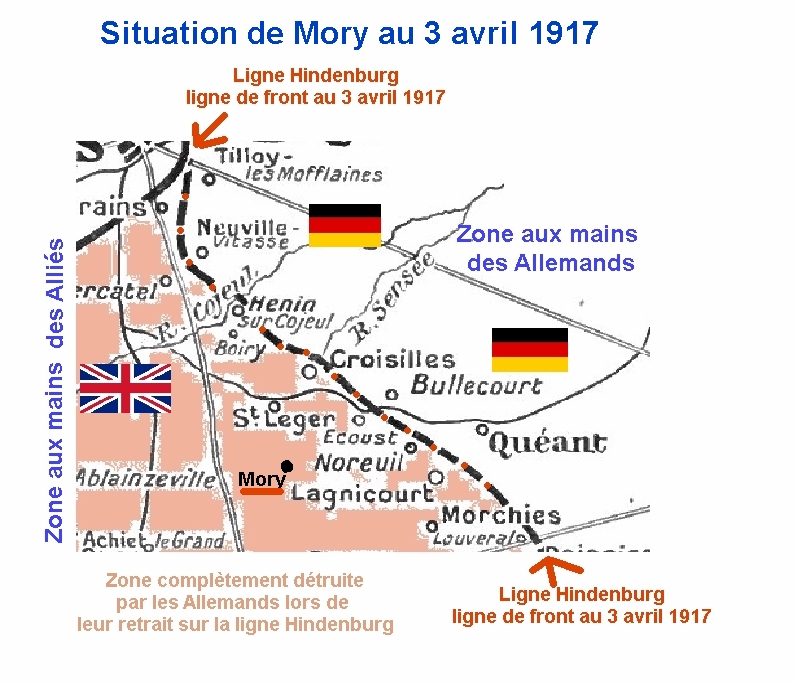
Situation de Mory en 1917, en zone britannique, tout près de la ligne Hindenburg.
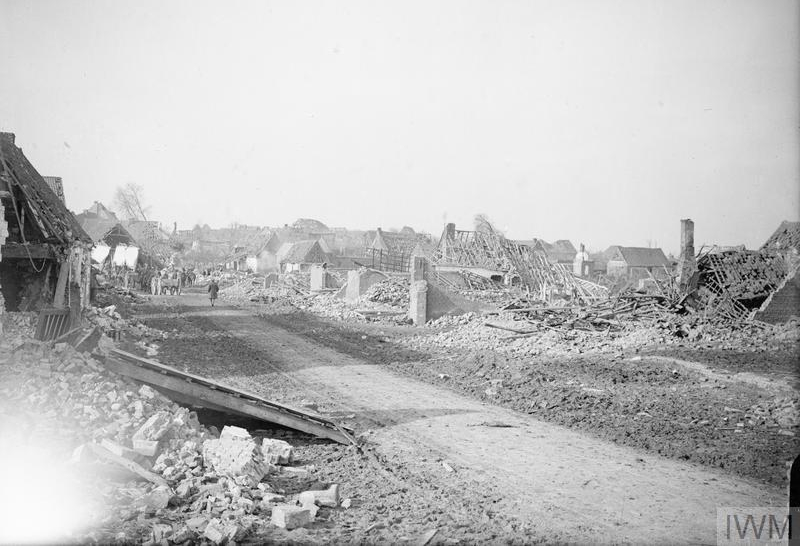
Ruines du village en 1918.
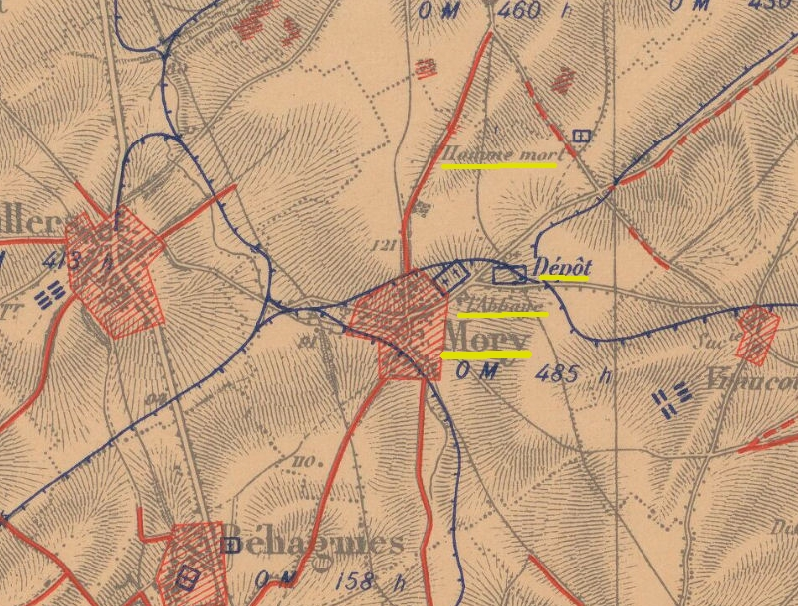
La carte des régions dévastées en 1919 montre que le village est complètement détruit.
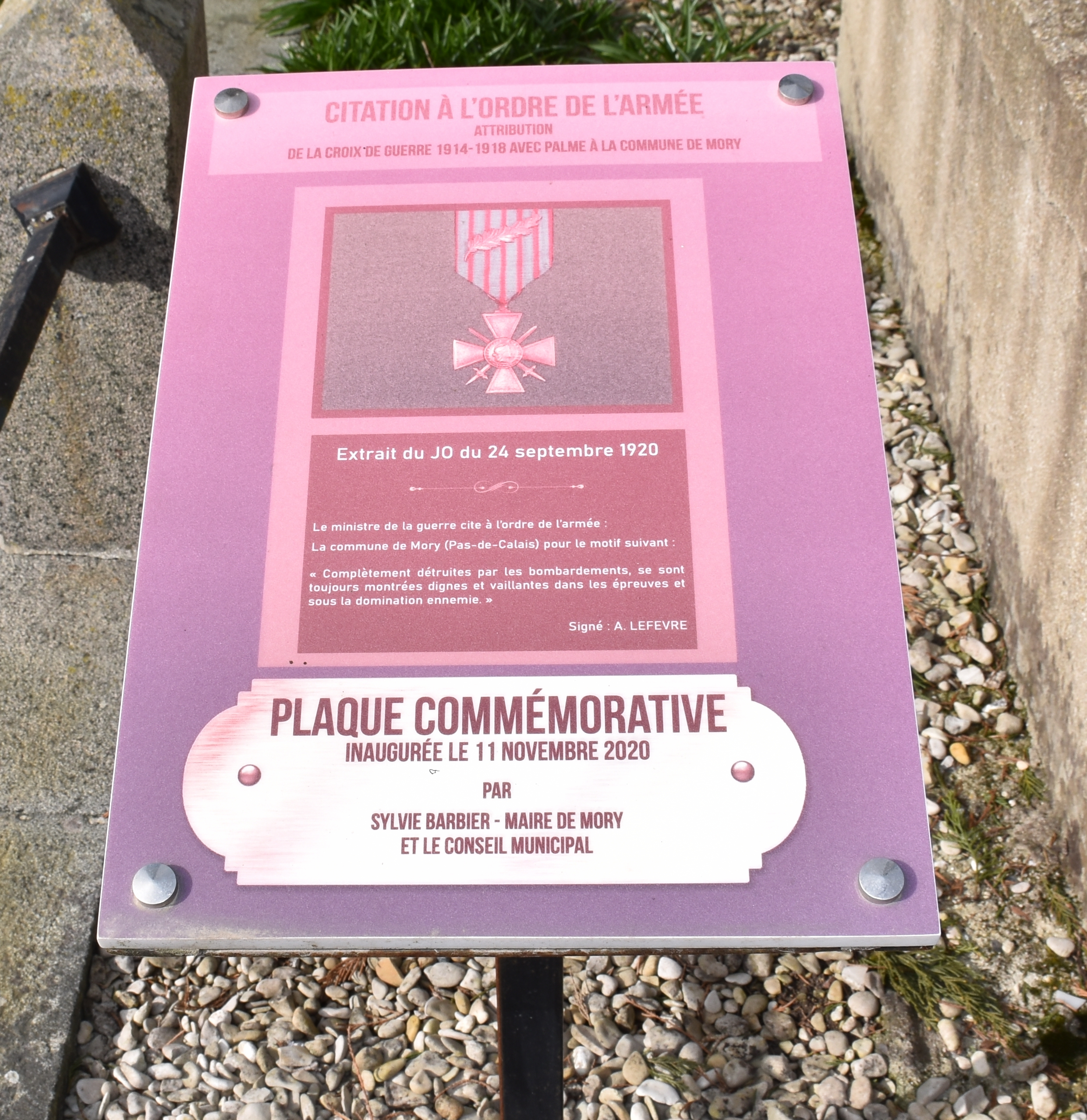
Citation à l'ordre de l'Armée.

## Politique et administration

### Découpage territorial
La commune se trouve dans l'arrondissement d'Arras du département du Pas-de-Calais.

#### Commune et intercommunalités
La commune est membre de la communauté de communes du Sud-Artois qui regroupe 64 communes et compte 27 059 habitants en 2021.

#### Circonscriptions administratives
La commune est rattachée au canton de Bapaume.

#### Circonscriptions électorales
Pour l'élection des députés, la commune fait partie de la première circonscription du Pas-de-Calais.

### Élections municipales et communautaires

#### Liste des maires
| Période                                  | Période                    | Identité          | Étiquette | Qualité                              |
| ---------------------------------------- | -------------------------- | ----------------- | --------- | ------------------------------------ |
| Les données manquantes sont à compléter. |                            |                   |           |                                      |
|                                          | 1965                       | Achille Lenglet   |           |                                      |
| 1965                                     | 1995                       | Roland Neuvéglise |           | Agriculteur                          |
| 1995                                     | 2020                       | Joël Vasseur      |           | Réélu pour le mandat 2014-2020,      |
| 3 juillet 2020                           | En cours (au 30 mars 2022) | Sylvie Barbier    |           | Professeur, profession scientifique, |

## Population et société

### Démographie
Les habitants sont appelés les Morysiens.

#### Évolution démographique
L'évolution du nombre d'habitants est connue à travers les recensements de la population effectués dans la commune depuis 1793. Pour les communes de moins de 10 000 habitants, une enquête de recensement portant sur toute la population est réalisée tous les cinq ans, les populations de référence des années intermédiaires étant quant à elles estimées par interpolation ou extrapolation. Pour la commune, le premier recensement exhaustif entrant dans le cadre du nouveau dispositif a été réalisé en 2007.

En 2022, la commune comptait 302 habitants, en évolution de −4,13 % par rapport à 2016 (Pas-de-Calais : −0,72 %, France hors Mayotte : +2,11 %).
| 1793 | 1800 | 1806 | 1821 | 1831 | 1836 | 1841 | 1846 | 1851 |
| ---- | ---- | ---- | ---- | ---- | ---- | ---- | ---- | ---- |
| 435  | 398  | 598  | 621  | 659  | 676  | 678  | 656  | 629  |

| 1856 | 1861 | 1866 | 1872 | 1876 | 1881 | 1886 | 1891 | 1896 |
| ---- | ---- | ---- | ---- | ---- | ---- | ---- | ---- | ---- |
| 599  | 629  | 607  | 556  | 569  | 566  | 617  | 617  | 600  |

| 1901 | 1906 | 1911 | 1921 | 1926 | 1931 | 1936 | 1946 | 1954 |
| ---- | ---- | ---- | ---- | ---- | ---- | ---- | ---- | ---- |
| 616  | 605  | 593  | 509  | 483  | 400  | 412  | 379  | 364  |

| 1962 | 1968 | 1975 | 1982 | 1990 | 1999 | 2006 | 2007 | 2012 |
| ---- | ---- | ---- | ---- | ---- | ---- | ---- | ---- | ---- |
| 339  | 353  | 315  | 314  | 319  | 339  | 342  | 342  | 332  |

| 2017 | 2022 | - | - | - | - | - | - | - |
| ---- | ---- | - | - | - | - | - | - | - |
| 309  | 302  | - | - | - | - | - | - | - |

#### Pyramide des âges
En 2018, le taux de personnes d'un âge inférieur à 30 ans s'élève à 36,6 %, soit en dessous de la moyenne départementale (36,7 %). De même, le taux de personnes d'âge supérieur à 60 ans est de 21,9 % la même année, alors qu'il est de 24,9 % au niveau départemental.
En 2018, la commune comptait 159 hommes pour 148 femmes, soit un taux de 51,79 % d'hommes, largement supérieur au taux départemental (48,50 %).
Les pyramides des âges de la commune et du département s'établissent comme suit.
| Hommes | Classe d’âge | Femmes |
| ------ | ------------ | ------ |
| 0,0    | 90 ou +      | 0,0    |
| 8,2    | 75-89 ans    | 8,9    |
| 13,2   | 60-74 ans    | 13,6   |
| 19,4   | 45-59 ans    | 22,2   |
| 21,8   | 30-44 ans    | 19,4   |
| 16,2   | 15-29 ans    | 20,7   |
| 21,0   | 0-14 ans     | 15,2   |

| Hommes | Classe d’âge | Femmes |
| ------ | ------------ | ------ |
| 0,5    | 90 ou +      | 1,6    |
| 5,6    | 75-89 ans    | 8,9    |
| 16,7   | 60-74 ans    | 18,1   |
| 20,2   | 45-59 ans    | 19,2   |
| 18,9   | 30-44 ans    | 18,1   |
| 18,2   | 15-29 ans    | 16,2   |
| 19,9   | 0-14 ans     | 17,9   |

## Culture locale et patrimoine

### Lieux et monuments
- L'église Saint-Vaast.
- Le Mory Abbey Military Cemetery, cimetière militaire britannique de Mory
- Le monument aux morts[41].

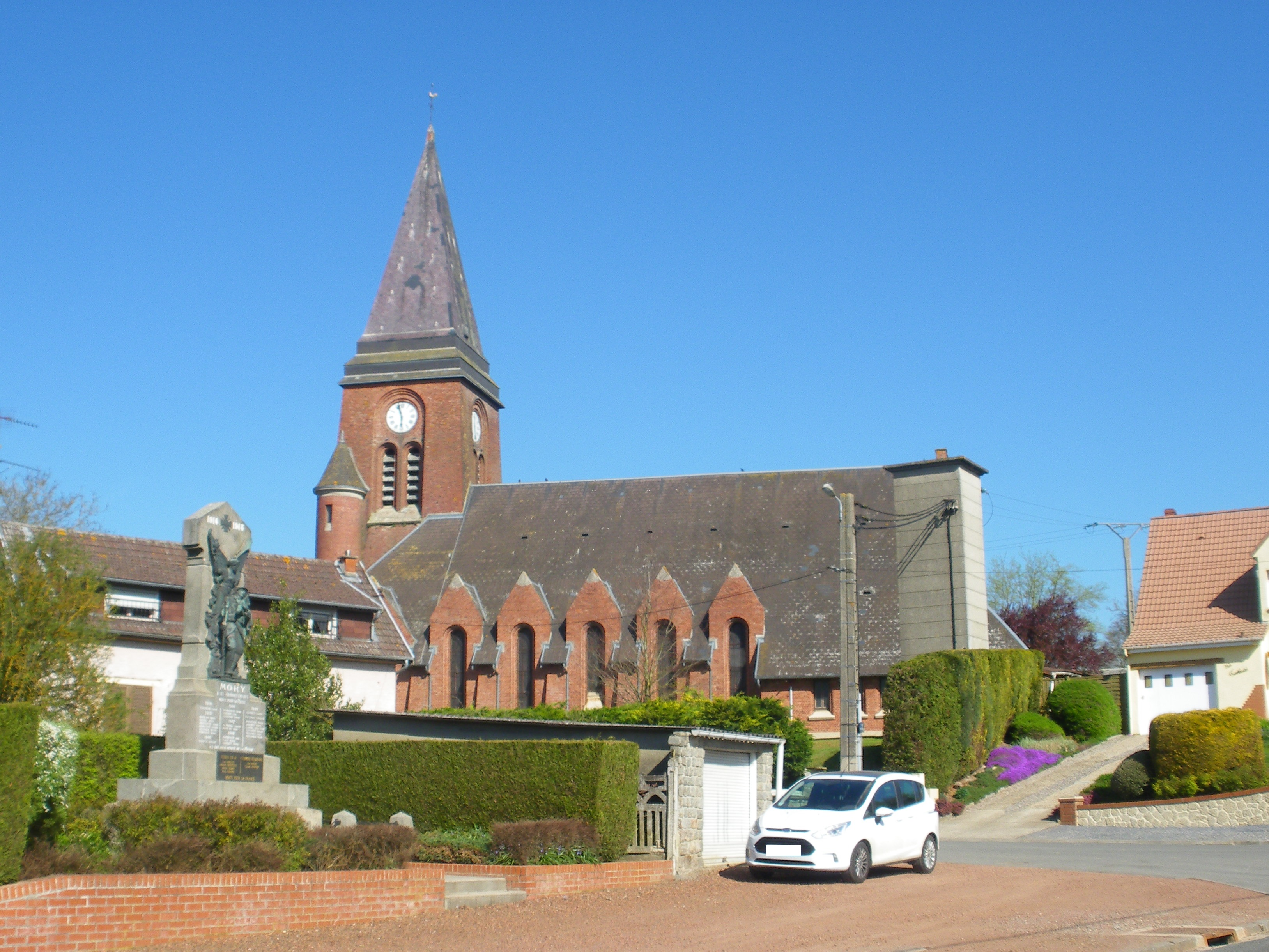
L'église et le monument aux morts.
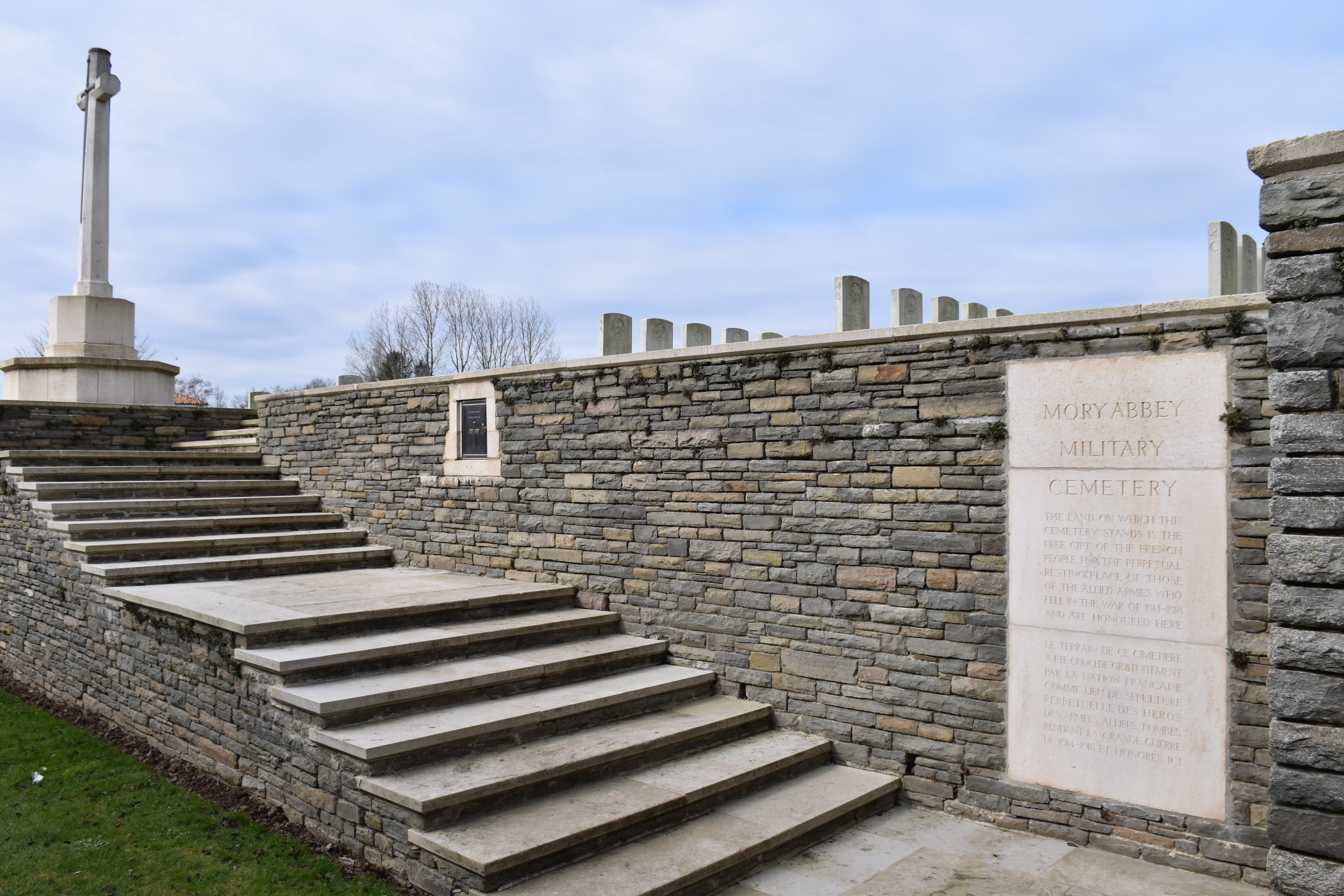
Le cimetière militaire britannique.
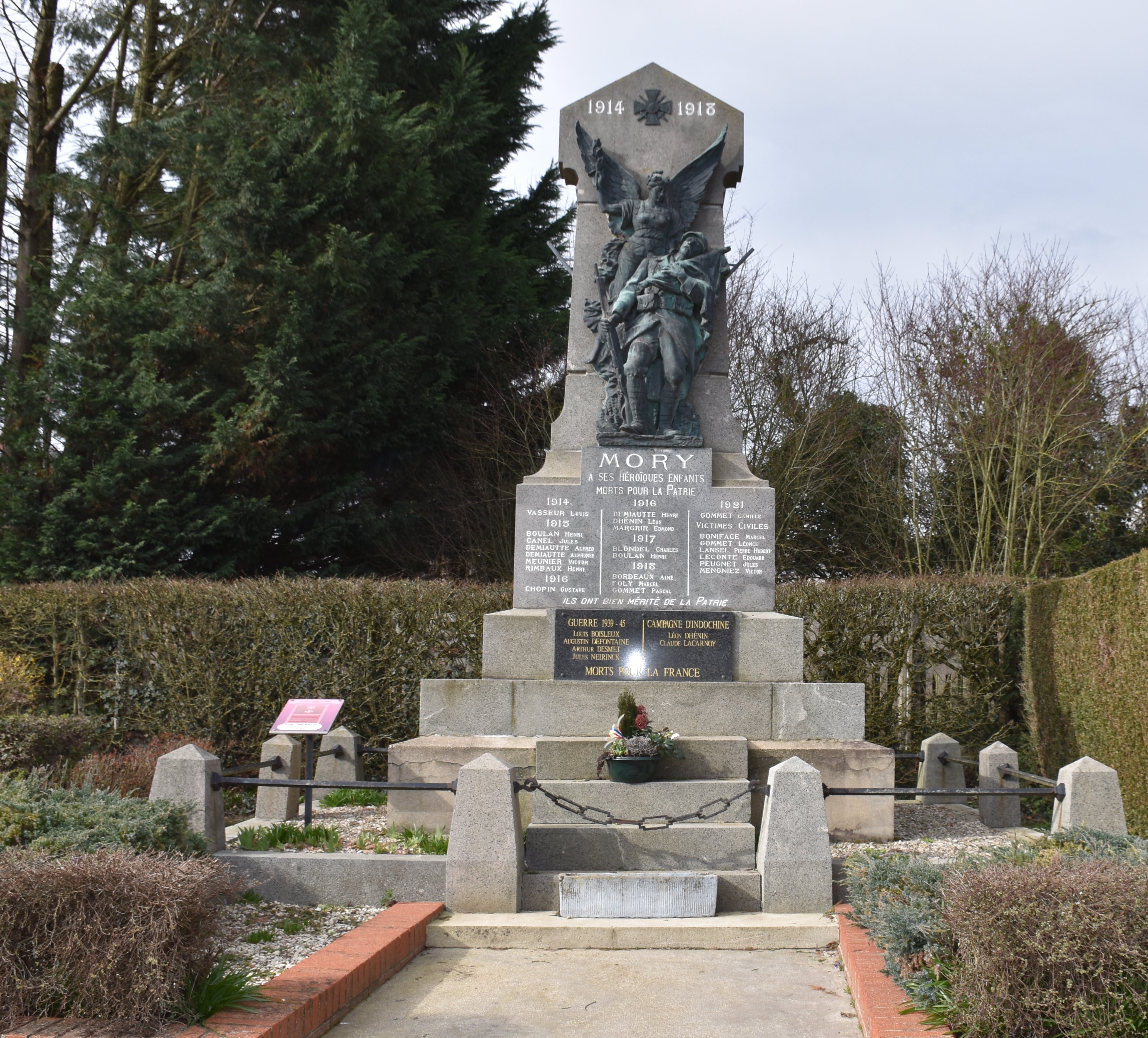
Le monument aux morts.

### Personnalités liées à la commune
- René Vandevoir (1892-1966), est un magistrat, président de Chambre à la Cour d'appel de Douai, qui a collecté et rassemblé les poèmes et œuvres de l'écrivain et poète belge Émile Verhaeren et a édité 219 lettres inédites avec l'aide de Marthe Verhaeren. Il a fait don de sa collecte au musée Plantin-Moretus d'Anvers[42]. Il est inhumé dans la commune.

### Héraldique
| Blason de Mory | Blason  | D'or à la fasce d'azur chargée de trois molettes d'argent. |
| Blason de Mory | Détails | Adopté par la municipalité en 1989.                        |

## Pour approfondir

#### Bases de données, dictionnaires et encyclopédies
- Ressources relatives à la géographie :   - Insee (communes)
  - Ldh/EHESS/Cassini
- Ressource relative à plusieurs domaines :   - Annuaire du service public français
- Notices d'autorité :   - BnF (données)